# إبيا الحمراء
قرية إبيا الحمراء هي إحدى القرى التابعة لمركز الدلنجات في محافظة البحيرة في جمهورية مصر العربية. حسب إحصاءات سنة 2006، بلغ إجمالي السكان في إبيا الحمراء 7094 نسمة، منهم 3613 رجل و3481 امرأة.

## التاريخ
قرية إبيا الحمراء من القرى القديمة، حيث وردت باسم «بيا الحمراء» في أعمال حوف رمسيس ضمن قرى الروك الصلاحي التي أحصاها ابن مماتي في كتاب قوانين الدواوين، كما وردت باسم «إبييه الحمراء» في أعمال البحيرة ضمن قرى الروك الناصري التي أحصاها ابن الجيعان في كتاب «التحفة السنية بأسماء البلاد المصرية». وفي العصر العثماني وردت باسم «إبييه الحمراء» في التربيع العثماني الذي أجراه الوالي العثماني سليمان باشا الخادم في عصر السلطان العثماني سليمان القانوني ضمن قرى ولاية البحيرة، وفي تاريخ 1228هـ/1813م الذي عدّ قرى مصر بعد المسح الذي قام به محمد علي باشا باسم «إبيا الحمراء» ضمن قرى مديرية البحيرة.

## أعلام
- أحمد محرم